# Alberto D. Fuentes Dávila
El General Alberto D. Fuentes Dávila (Saltillo, Coahuila; 18 de febrero de 1873 - Cuernavaca, estado de Morelos; 2 de mayo de 1954) fue un revolucionario y político mexicano. Se dedicó al comercio y la administración.
Llegó a Aguascalientes en 1903 para desempeñar varios puestos de su profesión, desde los que comenzó a hacer proselitismo en contra de Porfirio Díaz. Miembro fundador del Club Democrático, y el de Soberanía Popular, se convirtió en líder del maderismo en la entidad. En el movimiento armado proveyó armas y formó parte de la Junta Revolucionaria, por lo que Madero lo nombró gobernador provisional de Aguascalientes. Renunció y fue elegido gobernador constitucional en 1911.
Abandonó el cargo tras el golpe de Victoriano Huerta en 1913. Ante este hecho se unió al Ejército Constitucionalista como oficial en un puesto de escasa importancia en las fuerzas de Lucio Blanco con el grado de coronel, con quien participó en el reparto de la Hacienda de los Borregos. Aun así, al triunfo de Venustiano Carranza volvió al puesto, del 24 de septiembre al 15 de octubre de 1914. Estableció el salario mínimo de un peso para los trabajadores de la ciudad y del campo, abolió deudas contraídas por los peones, decretó la jornada laboral de nueve horas diarias seis días de la semana; en su carácter de gobernador formó parte de la comisión neutral, encargada de garantizar el orden de la Ciudad de Aguascalientes durante las sesiones de la Convención de Aguascalientes. En la misma estuvo representado por David G. Berlanga.